# Dolophilodes bullu
Dolophilodes bullu är en nattsländeart som beskrevs av Malicky och Chantaramongkol 1993. Dolophilodes bullu ingår i släktet Dolophilodes och familjen stengömmenattsländor. Inga underarter finns listade i Catalogue of Life.